# Ab-Soul
Ab-Soul, de son vrai nom Herbert Anthony Stevens IV, né le 23 février 1987 à Los Angeles en Californie, est un rappeur américain. En 2007, il signe au label indépendant Top Dawg Entertainment, dans lequel il forme le groupe de rap West Coast Black Hippy, avec les rappeurs Jay Rock, Kendrick Lamar et ScHoolboy Q. Il est notamment connu pour ses paroles introspectives et sa discographie compte cinq albums indépendants publiés par TDE, intitulés Longterm Mentality, Control System, These Days..., Do What Thou Wilt et Herbert, bien accueillis par la communauté hip-hop et la presse spécialisée.

## Biographie

### Jeunesse
Ab-Soul est né Herbert Anthony Stevens IV le 23 février 1987, à Los Angeles, en Californie. Peu après sa naissance, sa famille emménage en Allemagne, où son père biologique travaille dans l'armée. Stevens passe les quatre premières années de sa vie en Allemagne, jusqu'à ce que ses parents se séparent ; sa mère et lui retournent donc vivre aux États-Unis, dans la maison de sa grand-mère à Carson, en Californie. Il se rappelle ses cinq ans : « J'étais à fond dans les jeux vidéo et le basketball, à cinq ans. Mais bien sûr les jeux vidéo. Il y avait quoi, Nintendo ? Sega. Sonic the Hedgehog. Les Tortues Ninja à la télé. D'aussi loin que je me souvienne, j'adorais Michael Jackson, comme tout le monde. Même les nouveau-nés adoraient Michael Jackson. ».
À dix ans, Stevens développe le syndrome de Stevens-Johnson qui l'oblige à se faire hospitaliser à cause de ses lèvres noires et une sensibilité oculaire à la lumière : « À dix ans, j'étais très malade. C'était pas une bonne période. J'avais choppé un virus appelé le syndrome de Stevens-Johnson. Et ça a vraiment, vraiment changé ma vie. Ca a changé ma vision et ma peau. Ca a remis mes rêves en question... » À son adolescence cependant, Stevens devient handicapé par sa condition physique : « Quand j'étais jeune, je n'aimais pas mes lèvres noires, alors avant d'aller à l'école, je mettais du rouge à lèvres et tout ça pour cacher la misère. Les gens croyaient que je prenais de la drogue. J'ai même jamais fumé d'herbe après le lycée. ».
Stevens tombe très jeune dans la musique, ses parents étant propriétaires d'un magasin de disques. Stevens se lance dans le rap très jeune, selon lui « vers 12 ans. » Stevens explique avoir écrit son premier verset à 12 ans, sur un beat du titre Emotions de Twista : « J'étais genre, je peux y arriver ; Je vais essayer. Et j'ai écris [sic]. Je m'en souviens comme si c'était hier. [...] J'ai mon mot à dire, je peux faire passer le message. » Néanmoins, le rap reste un passe-temps pour Stevens, pour qui les parents avaient déjà tracé son avenir : « mes parents voyaient en moi un avenir brillant comme avocat, docteur, et ingénieur, ou autre chose. Ils m'ont lancé dedans. ».

### Débuts et signature chez TDE (2002–2010)

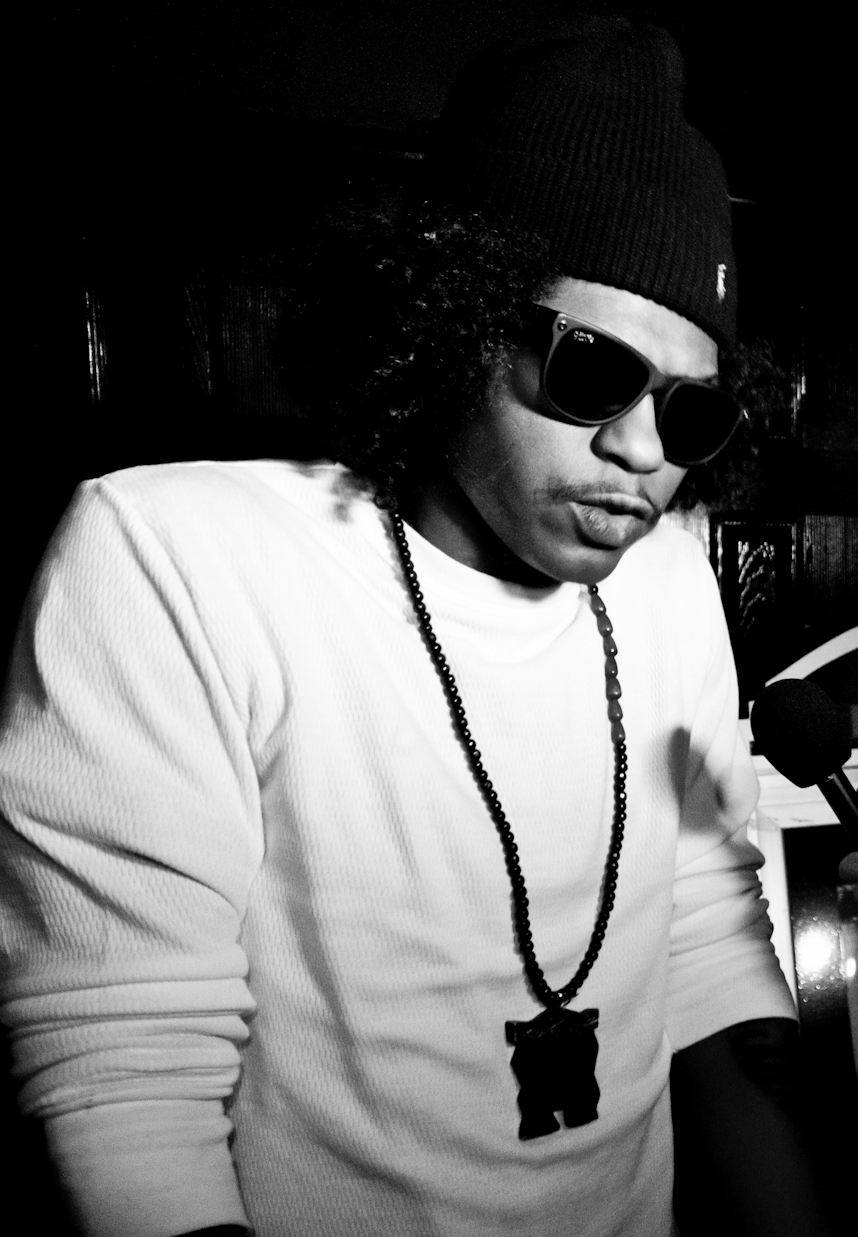
Ab-Soul, en 2011.

En 2002, Stevens publie sa première chanson. En 2005, il signe un contrat avec StreetBeat Entertainment, mais rencontre un an plus tard, en 2006, Punch, président et chairman du label indépendant Top Dawg Entertainment (TDE), qui voit en Stevens quelque chose de plus « que des métaphores et des punchlines » : « À peine diplômé au lycée, j'ai signé un contrat avec un petit label appelé StreetBeat Entertainment. Histoire de faire l'expérience. Mais à cette période, j'ai commencé à travailler chez Top Dawg. Ce contrat a duré deux ans, alors quand j'ai pu, je me suis lié à TDE et je suis devenu membre de cette famille. » Avant de signer à TDE, Stevens faisait partie d'un groupe de hip-hop appelé Area 51, aux côtés de son ami et rappeur originaire de Brooklyn Snake Hollywood,.
En 2007, Stevens fait officiellement partie de Top Dawg, aux côtés de Jay Rock et K-Dot (désormais Kendrick Lamar). Stevens explique s'être particulièrement inspiré de l'ouvrage The Autobiography of Malcolm X publié en 1964 : « J'ai beaucoup appris sur les gens, la religion, la société, les occasions, le succès, et le reste. À partir de là, j'ai attentivement observé les politiques et les religions, que j'ai continué à surveiller. Mine de rien, c'est important [de fonder sa propre vision]. »
En 2008, Stevens participe brièvement à la vidéo du premier single All My Life (In the Ghetto) de son collègue Jay Rock. Toujours en 2008, il se lance dans l'enregistrement de sa première mixtape, au studio d'enregistrement de TDE : House of Pain. En décembre 2008, Stevens met son premier clip vidéo en ligne, d'un chanson de sa mixtape intitulée A Day in the Life sur YouTube. La mixtape, intitulée Longterm, est publiée en janvier 2009. Elle est la première d'une série de quatre opus selon Stevens : « Quand j'ai publié le premier Longterm, je savais qu'il y en aurait quatre. Quand j'ai fait le premier. Alors il y en aura quatre : Longterm 1, 2, 3, et 4. Aujourd'hui, on en est au deuxième. Il faudra attendre le troisième. On en reparlera à la prochaine interview d'Ab-Soul. »
En 2009, il fonde le supergroupe Black Hippy, aux côtés de ses collaborateurs et collègues de TDE Schoolboy Q, Jay Rock et K-Dot (désormais Kendrick Lamar). Stevens publie sa deuxième mixtape, et la suite de la première, le 28 juin 2010. La tape, intitulée Longterm 2: Lifestyles of the Broke and Almost Famous est très bien accueillie par la presse spécialisée, et fait participer Stevens au chant sur plusieurs titres.

### Longterm MentalityetControl System(2011–2012)

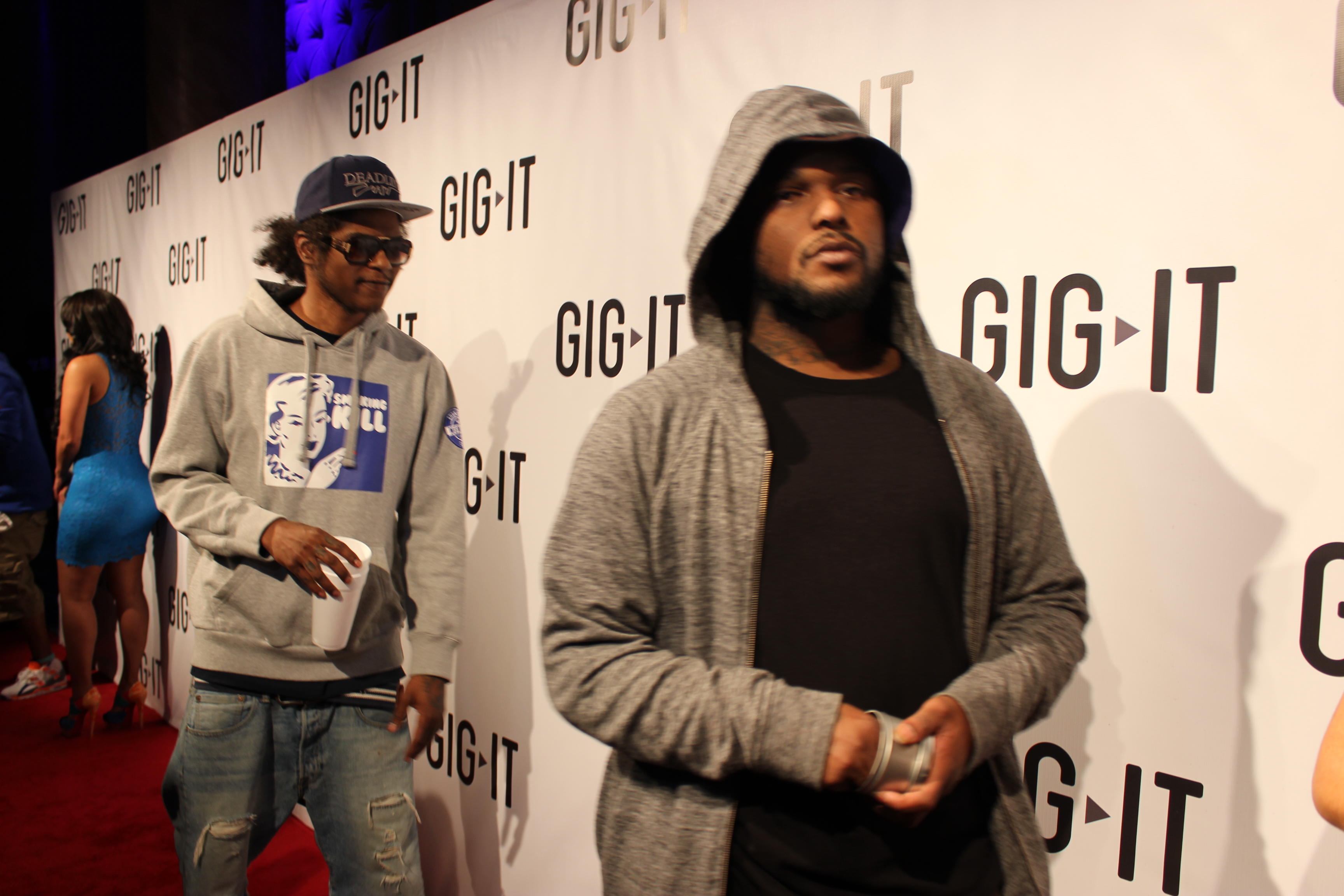
Les membres de Black Hippy, Ab-Soul (gauche) et Schoolboy Q, en avril 2012.

En février 2011, Ab-Soul révèle travailler sur son nouvel album Longterm Mentality, et publie finalement Hell Yeah, un titre en featuring Schoolboy Q. Le 22 février 2011, Stevens publie un autre titre promotionnel extrait de l'album, Moscato, une collaboration avec un autre collègue de Black Hippy, Kendrick Lamar. En février 2011, Stevens se lance également à la tournée Road to Paid Dues, après avoir été recruté par Murs. Le 21 mars 2011, Stevens met en ligne le clip vidéo de son titre Nothin' New. Le 25 mars, il publie Gone Insane, la quatrième titre extrait de l'album. Le 30 mars, une bande-annonce pour Longterm Mentality, est mise en ligne via Top Dawg Entertainment. Le 1er avril 2011, il met en ligne le clip de Gone Insane, réalisé par les réalisateurs de Top Dawg, Fredo Tovar et Scott Fleishman. Stevens explique que les albums de ses collègues ont partiellement influencé Longterm Mentality : « Je compare [l'enregistrement de] Longterm Mentality à celui des autres albums. » Stevens publie son premier album indépendant, chez Top Dawg Entertainment, exclusivement sur iTunes le 5 avril 2011. L'album atteint la 73e place des Top R&B/Hip-Hop Albums. L'album, bien qu'intitulé Longterm Mentality, ne fait pas partie de la série Longterm
Peu après la publication du second album studio de ScHoolboy Q, Habits & Contradictions en 2012, Stevens se lance dans l'enregistrement de son second album, et publie son premier titre, Black Lip Bastard, le 17 janvier 2012. La chanson est produite par Willie B. Le 28 février 2012, Ab-Soul, avec ScHoolboy Q, participe à l'émission de radio #SwayInTheMorning de Sway Calloway, durant laquelle Ab-Soul considère Black Lip Bastard : « l'un des singles principaux. » Le premier titre publié et extrait de l'album, s'intitule Showin' Love, également produit par by Willie B. Le 24 mars 2012, Schoolboy Q annonce le #TheGroovyTour ; une tournée d'un mois avec Ab-Soul. La tournée débute le 20 avril, au Bill Graham Civic Auditorium de San Francisco, en Californie. Le 6 avril 2012, Ab-Soul publie un titre appelé Terrorist Threats. le titre fait participer son collaborateur Jhené Aiko et son ami rappeur Danny Brown. Le 17 avril 2012, Ab-Soul révèle le titre de son prochain album, Control System, et le prévoit pour le 11 mai 2012. La même journée, il publie un clip vidéo de Pineal Gland, un titre inspiré du DMT,. Le 24 avril 2012, Stevens publie un autre titre, SOPA. La chanson, produite par Nez & Rio, parle du Stop Online Piracy Act (SOPA), une loi américaine proposée par le représentant Lamar S. Smith, qui autoriserait le gouvernement américain à contrôler Internet.
Le 1er mai 2012, Ab-Soul publie un autre clip, cette fois pour le titre Empathy, qui fait participer l'ancienne petite amie de Stevens, Alori Joh (16 décembre 1986 - 6 février 2012), qui s'est suicidé en début février la même année. La mort de Joh affecte significativement Stevens et l'enregistrement de son album Control System. Le 4 mai 2012, un remix de Black Lip Bastard est révélé avec Rock, Lamar et Schoolboy Q. Le 8 mai 2012, sa collaboration avec Lamar, ILLuminate, est publiée. Un jour avant la publication de l'album, Ab-Soul révèle la liste des titres et un snippet de l'album. Control System est exclusivement publié sur iTunes le 11 mai 2012, au label Top Dawg Entertainment. L'album s'écoule approximativement à 5 300 exemplaires en une semaine, et débute à la 83e place du Billboard 200. L'album se vend à 3 700 exemplaires la semaine suivante. En 2012, Stevens se lance en tournée avec Black Hippy et le rappeur Stalley, au BET's Music Matters Tour. À la fin de 2012, Stevens participe à la mixtape de Joe Budden A Loose Quarter au titre Cut From a Different Cloth. La chanson est considérée par la presse spécialisée comme l'une des meilleures proposées dans le projet. Budden annonce, depuis, plusieurs chansons enregistrées avec Ab-Soul. Budden félicite Ab-Soul qu'il considère comme « l'un des meilleurs personnages du hip-hop actuel. »

### These Days…et autres projets (depuis 2012)

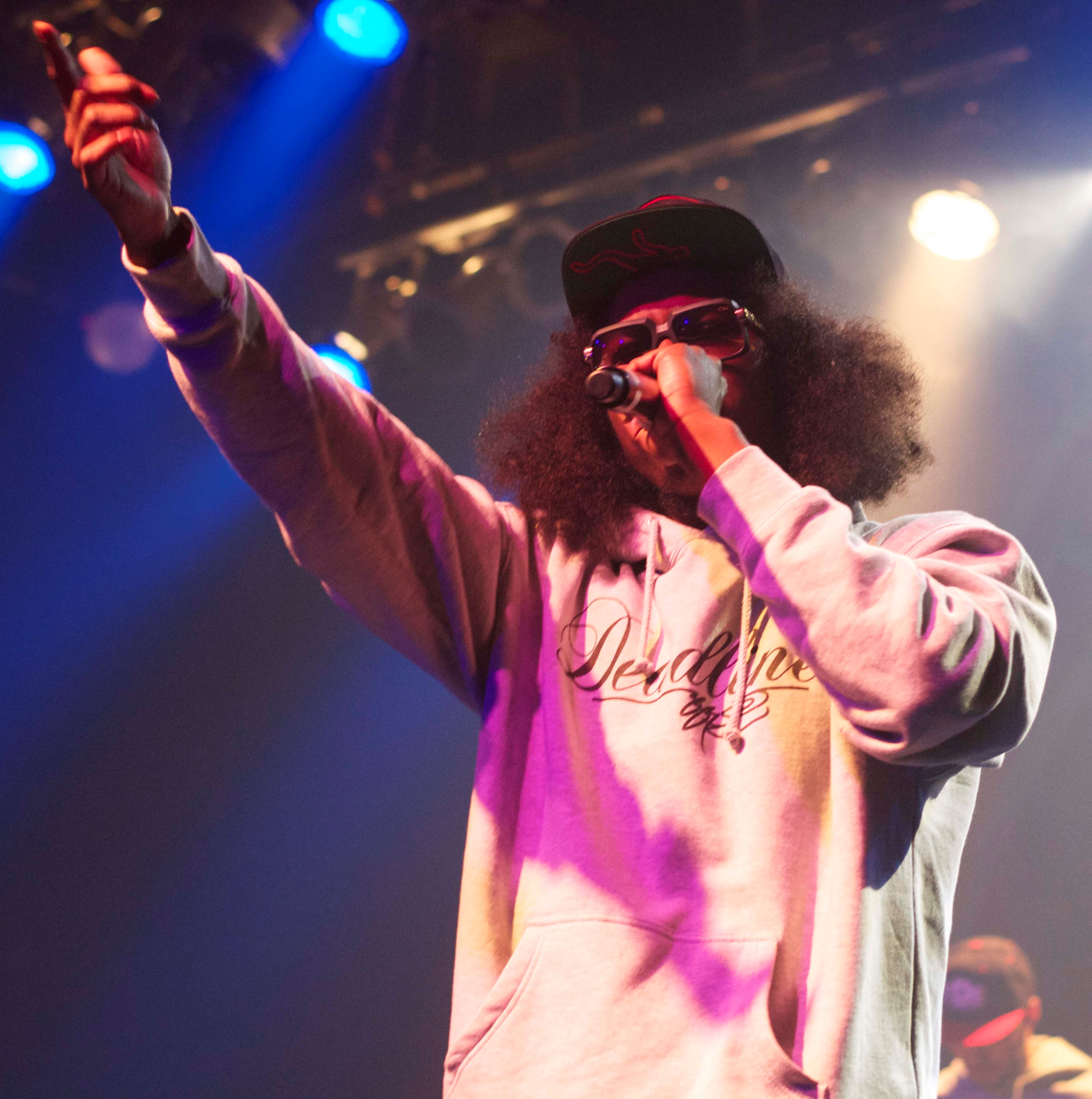
Ab-Soul à Toronto, en 2014.

En octobre 2012, l'auteur-interprète JMSN, qui a produit Nibiru pour Stevens en août, annonce un projet collaboratif avec ce dernier. Le single principal de leur album collaboratif, prévu sous le titre initial Unit 6, est officiellement publié sur iTunes le 22 janvier 2013. Le single, You're Gone, fait chanter les deux artistes, et est produit par JMSN. Le 26 mars 2013, Ab-Soul est annoncé en couverture du magazine XXL avec Schoolboy Q et d'autres rappeurs.
Après environ quatre mois d'inactivité, en août 2013, Stevens plus un nouveau titre produit par Willie B, Christopher DRONEr, qui parle de l'ancien policier de la LAPD Christopher Dorner. En parallèle, il annonce un nouveau projet solo. Le lendemain, il s'adresse au magazine XXL expliquant avoir achevé l'album Unit 6 ; il confirme également la participation de JMSN et de Jhene Aiko. Le 17 octobre 2013, Stevens explique être sur le point de conclure le projet. Plus tard dans la semaine, il confirme que l'album est en phase de mixage, et annonce son titre officiel, Black Lip Pastor,. Stevens est nommé dans la catégorie « album de l'année » aux Grammy Awards pour sa participation au premier album de Macklemore & Ryan Lewis, The Heist.
Le 2 janvier 2014, Stevens révèle deux nouveaux projets au label Top Dawg. Le 6 janvier 2014, dans une interview avec Bootleg Kev, il explique que « tout est en mixage », et attend le moment idéal pour présenter le projet. Il révèle que l'album est en progression et confirme la participation et la production par Statik Selektah. Le 11 avril 2014, Stevens annonce également travailler sur le troisième opus de sa série Longterm,,. Le 5 mai 2014, Stevens annonce le titre son troisième album sur Twitter, These Days.... Le 21 juin 2014, Stevens publie une vidéo de osn titre Closure. L'album débute 11e du Billboard 200, avec 21 812 exemplaires vendus la première semaine aux États-Unis, et est bien accueilli par l'ensemble de la presse spécialisée. En octobre 2014, Stevens révèle l'album Longterm 3. À la fin de février 2015, Ab-Soul publie sa chanson 47 Bars, produite par The Alchemist.

## Discographie

### Albums studio
- 2011 : Longterm Mentality
- 2012 : Control System
- 2014 : These Days...
- 2016 : Do What Thou Wilt
- 2022 : Herbert

### Mixtapes
- 2009 : Long Term
- 2010 : Long Term 2: Lifestyles of the Broke and Almost Famous